# Peter Beekman (kunstenaar)
Pieter Joannes Marie (Peter) Beekman (Amsterdam, 11 juni 1911 - Utrecht, 7 december 1959) was een Nederlandse illustrator, striptekenaar en kunstschilder. Als reclametekenaar werkte hij onder andere voor Vroom & Dreesmann en De Bijenkorf.
Peter Beekman doorliep de mulo, een opleiding tot kok in Zwitserland en vervolgens de kunstacademie te Maastricht. Aan het begin van de Tweede Wereldoorlog was hij getrouwd en had hij één kind. In juli 1944 kreeg hij nog een kind. Hij was een niet-praktiserende rooms-katholiek, getrouwd met een protestantse vrouw en liet zijn kinderen rooms-katholiek dopen. Hij woonde onder meer in 's-Gravenhage en Utrecht.

## Vooroorlogse carrière
Na zijn opleiding tekenen en druktechnieken deed hij in de jaren dertig illustratiewerk voor een aantal bladen, onder andere voor het tweewekelijkse blad Cricket (1936), het weekblad Sport in beeld (1936), een Haags dagblad dat door hem 2e Haagsche Courant (dus: Nieuwe Haagsche Courant)  werd genoemd (1936-1937), het dagblad De Telegraaf (1937-1938) en het weekblad Motor (1938-1939). Voor het laatste blad schreef hij ook artikelen.

## Nationaalsocialist
Beekman werd in 1940 lid van de fascistische Nationaal-Socialistische Beweging (NSB). Een broer was bij de SDAP gegaan. Voor Beekman was zo de balans weer in evenwicht.
In de oorlogsjaren was hij onder meer redacteur voor de afdeling perszaken van de  NSB in Nederland. Hij verdiende in 1942 per maand 260 gulden en trok zich in december 1943 uit deze functie terug. Hij verrichtte veel tekenwerk voor de Volksche Uitgeverij Westland die gecontroleerd werd door de Duitse bezetters en in een  korte periode veel boeken liet verschijnen. Er bestaat een vrij uitvoerige briefwisseling tussen hem en de uitgeverij, toen gevestigd aan de Heerengracht 418 in Amsterdam. Deze brieven hadden uiteraard als aanhef "Kameraad" en als afsluiting "Hou Zee!". Door hem geïllustreerde boeken werden vooral door Westland uitgebracht, maar ook in elk geval door de Nederlandsch Nationaal Socialistische Uitgeverij (Nenasu) en het Stafkwartier der WA.
Op 2 mei 1943 schreef hij dat het hoofd van Mendelssohn expres in de linkerbovenhoek van de bandillustratie was geplaatst om een anti-arisch effect te bereiken. In een brief van 24 mei 1943 vermeldde hij de contra-arisering van het gezicht van Mendelssohn voor het boek De Jodenspiegel (1943). Zijn honorarium bedroeg 40 gulden. Ondanks de opdracht in een brief van 2 juni 1943 om bij zijn illustratiewerk een boek de titel Ukraïne te geven, werd het uiteindelijk toch Oekraïne. Op 13 juli van dat jaar schreef hij in een brief over kabouterboeken die ook in het boek Zwaard van de geest (2001) van Gerard Groeneveld ter sprake komen. In dezelfde brief werden ook Nieuwe levensvreugde en Drie kerels genoemd. Die boeken kwamen onder de titels En toch levensvreugde en Drie stoere kerels in respectievelijk 1943 en 1944 op de markt.
De boeken Hendrik de Leeuw (1943), Gieren boven den Mariënburg (1944) en Robert de Duivel (1944) van Werner Jansen vormen een serie. Dit blijkt uit de stijl van de bandillustratie en het genre. Deze tekeningen zijn fraai gestileerd. De drie kabouterboeken van Medy te Luij (1943) behoren eveneens tot een serie. Dit blijkt uit het bandontwerp en het onderwerp. Voor de Bonte reeks (1943 en 1944) maakte Peter Beekman één ontwerp. De figuurtjes op de omslagen  van deze serie zijn duidelijk gestileerd.
Beekman illustreerde het Kaderblad voor functionarissen, dat van 1 november 1941 tot 1 september 1944 uitgegeven werd door Nenasu en tweemaal per maand verscheen. Het betrof een tekening van de omslag van het blad. Deze werd gebruikt voor nummer 1 tot en met 14. Voor deze uitgeverij tekende hij ook de strip De merkwaardige avonturen van Hansje, Ansje en de meeuw, bestemd voor Het Nationale Dagblad. De hoofdpersoon Hansje in deze strip is lid van de pro-Duitse Jeugdstorm. Het vlot getekende, aardige jeugdverhaal bevat, afgezien van het uniform van de Jeugdstorm, slechts sporadisch propagandistische elementen. In dit avontuur gaan Hansje en Ansje op de rug van een meeuw naar verre landen. Ze worden in een woestijn gevangengenomen, ontsnappen en belanden in het noordpoolgebied, waar ze een professor helpen met steun van een Eskimo. De naam "meeuw" werd gebruikt voor jongens van onder de 14 jaar die lid waren van de Jeugdstorm. Deze strip stond van 9 september 1941 tot en met 24 juni 1942 in de krant, zij het niet altijd. Een strook bestond bijna altijd uit 3 prentjes. Elke afzonderlijke tekening werd genummerd. Totaal: 1-270. Dus: 90 stroken. Op 22 en 24 januari 1942 vond een verwisseling plaats. Voor het NSB-weekblad Volk en Vaderland verzorgde hij naast artikelen, de stripserie Rare, maar ware commentaren. Hierin staat zelfs een karikaturaal zelfportret afgebeeld. Deze strip werd later overgenomen door Cor van Deutekom. Voor het weekblad Onze Taak verzorgde hij illustraties en artikelen. In respectievelijk 1943 en 1944 ontwierp hij de affiches Frontzorg is eereplicht (gesigneerd "Peter") en Het front voor het vaderland, het vaderland voor het front (gesigneerd "Peter Beekman"). Hij signeerde zijn werk op diverse manieren: Peter Beekman, Peter B., Peter B, P.B., PB en Peter. Hij signeerde echter niet altijd.
Voor de pro-Duitse fascistische propagandist Max Blokzijl illustreerde hij diverse artikelen en diens boek Max Blokzijl's luisteraars antwoorden (1942). Het weekblad De Zwarte Soldaat van de Weerbaarheidsafdeling (WA) werd door Beekman van vrij wat tekeningen voorzien, zoals  politieke spotprenten met onder anderen Jozef Stalin. Op 10 december 1942 werd hierin de ontmoeting tussen Adolf Hitler en Anton Mussert door hem afgebeeld. Peter Beekman werd, omdat Hitler niet bepaald heldhaftig was getekend, op non-actief gesteld. In 1943 zat hij 14 dagen opgesloten in Scheveningen. Pas na ruim twee maanden verscheen er weer werk van zijn hand in het blad. Het maandblad Ontwakend Volk, uitgegeven door Nenasu, werd door hem geïllustreerd en van april 1942 tot januari 1944 geredigeerd. Later in de oorlog keerde hij zich steeds verder van de NSB af. Wel was hij tegen het einde van de oorlog als NSB-lid gedwongen aan de IJssellinie te werken. Kort na de oorlog kon hij reeds tijdens zijn detentie probleemloos aan de slag als illustrator voor de Koninklijke Marine. Hierbij speelde een rol dat zijn broer W.P.M. Beekman als vlootaalmoezenier in Den Helder aan het blad Stella Maris verbonden was.

## Perszuivering
Na de Tweede Wereldoorlog moest hij zich verantwoorden voor zijn samenwerking met de Duitsers. Tijdens zijn verblijf in een interneringskamp maakte hij een aantal tekeningen van zijn omgeving. Hij had korte tijd in een interneringskamp in Groningen en daarna in een fort in Den Helder opgesloten gezeten. Hij kwam zonder veel problemen weer op vrije voeten. Een proces in juli 1947 in Utrecht leidde tot een uitspraak in augustus van dat jaar. Er volgde onmiddellijk invrijheidstelling, waarbij alleen zijn kiesrecht werd opgeschort. Het werd in 1949 weer toegewezen. Wel moest Beekman zich op 22 juli 1948 voor de Commissie voor de Perszuivering in 's-Gravenhage verantwoorden voor zijn activiteiten. In een brief aan deze commissie van 10 augustus 1948 vermeldde Beekman onder andere zijn werkzaamheden (toezicht bij de opmaak) voor Ontwakend Volk  en De Zwarte Soldaat (illustraties). Verder erkende hij voor Volk en Vaderland een artikel over kitsch en een boekbespreking geschreven te hebben. Een verslag van de Commissie voor de Perszuivering van 6 augustus 1948 noemde Er wordt nog "kitsch" verkocht (2-1-1942) en Der deutsche Soldat erlebt Holland (16-1-1942) als werk van hem. Op 14 augustus 1948 moest hij zich in het Provinciehuis te Groningen verantwoorden voor zijn beleid in de bezettingstijd als jeugdredacteur van Het Nationale Dagblad (door Beekman in de genoemde brief ontkend), redacteur van Ontwakend Volk en medewerker van Volk en Vaderland en De Zwarte Soldaat. 

## Naoorlogse carrière
Na de oorlog was Beekman in zijn woonplaats Utrecht reclametekenaar en illustrator bij drukkerij Van Boekhoven. Hij was twee jaar eerder begonnen bij Gerbo, het latere reclamebureau binnen de genoemde drukkerij. Hij werd lid van de VRI (Vereniging van Reclameontwerpers en Illustratoren; gestart in 1948). Vanaf 1946, dus al tijdens zijn detentie in Den Helder, tot en met 1959 was hij redacteur en illustrator (met de pseudoniemen PEBAn en later Pan, beide afgeleid van zijn naam) voor het rooms-katholieke marinemaandblad Stella Maris en nam daarbij ook een deel van de opmaak voor zijn rekening. Voor het blad tekende hij bijvoorbeeld in 1948 de portretten van Wilhelmina en Juliana. Ook verzorgde hij een vervolgverhaal dat later werd gebundeld en uitgebracht. Naast dat feuilleton Geheime opdracht illustreerde Beekman omslagen van het blad en vaste rubrieken, zoals Floris Flapoor en Marinekrabbels. Bij de zevende jaargang januari 1950 illustreerde hij in het daarbij behorende oblongboekje SM Stella Maris. Met name de schilder Velasquez staat afgebeeld. Voor boeken uitgegeven door Paters van de Heilige Geest, Rhenen, gebruikte hij het halfpseudoniem Pan Beekman. De auteurs Th. Bald, Peter Spoor en Zr. Theresita kunnen hierbij genoemd worden. Hij maakte affiches voor de RAI, de Jaarbeurs (18-27 maart 1958 is bekend), het Concertgebouw te Amsterdam en de Stadsschouwburg in Utrecht, tekende voor instructieboekjes en hoezen van Philips-platen zoals Feest met the Ramblers, The four lads en The Mariners. Ook Bernard Drukker, die in Amsterdam bij Cinema Royal op het orgel speelde, verscheen op een platenhoes van Philips. Pia Beck prijkt op een andere hoes. Verder verzorgde hij de lay-out van spoorboekjes en telefoonboeken. Hij ontwierp reclamewerk voor onder andere P. v.d. Brul (klederenmagazijnen), Etna (fornuizen), Lucas (auto- en fietsverlichting), Magneet (fietsen en bromfietsen), Nederlandse lampenfabriek (in Zeist), Robinson (schoenen; Hoogenbosch; kalender uit 1957), C.J. Taillie (horlogemaker) en Tiroler Holzackerbuben. Een reeks die kan voortgezet worden met Air France, Diana (tassen), Driessen (chocolade), Flexform (maatcorset), Friegon (Einrichtungsbau), General Motors (frigidaire), Kraepelien & Holm (Asfeen pijntabletten, Kenha Kaphos kalktabletten, Rodax vliegen- en mierenverdelger, salmiak-pastilles), Lonka (caramels, toffees, gevulde drups, enz.) en Polak & Schwarz (essences). Hij signeerde zijn reclamewerk niet of met "Pan". Voor Mexico ontwierp hij een Jaarbeursstand. Zelfs bouwplaten werden door hem ontworpen. Ook de haute couture (Maison Couture) had zijn belangstelling. 
Een Madonnaprent (zijn rooms-katholieke achtergrond) en kerstkaart (voor het kind) illustreren zijn tekenvaardigheden. Ook maakte hij naoorlogse politieke spotprenten voor onder meer regionale bladen, zoals de Haagsche Courant. In deze krant uit het kabinet onder anderen: Prof.Dr. J.E. de Quay, Mr. A.C.W. Beerman en S.J. van den Bergh en uit de Tweede Kamer bijvoorbeeld: H.J. Lankhorst, W.J. Andriessen en Mr. B.W. Biesheuvel. Hij signeerde deze  prenten met "pascha", de naam van zijn cockerspaniël. Andere soortgelijke prenten zijn van Winston Churchill, Hồ Chí Minh en Willem Drees. Zelfs een karikatuur van Albert Einstein werd niet geschuwd. Met de spotprenten voor de Algemene Nederlandse Geheelonthoudersbond (blad De Geheelonthouder) betaalde hij zijn borreltje. Zijn omvangrijke oeuvre bevat ook ná de oorlog illustratiewerk voor boeken. Onder meer een serie sprookjesboeken en de Femina reeks. De laatste, met zeer fraaie stofomslagen, signeerde hij met "Pan". Naast zijn tekenwerk schilderde hij portretten en landschappen, waaronder, soms in opdracht, olieverfschilderijen. Ook aquarellen behoorden hierbij tot zijn schilderkunst. Hoewel hij weinig  interesse had voor moderne schilders als Karel Appel, schilderde hij toch een modern schilderij voor het huwelijk van zijn dochter. Ook schilderde hij een rij Volendammers in klederdracht op een glasplaat. Hij zette zich in voor de herinrichting van de stad Utrecht, waarbij ook de verkeersveiligheid zijn aandacht had en stemde als liberaal op de VVD. In zijn correspondentie zijn contacten voor illustratiewerk te vinden met onder meer de Haagsche Courant (karikaturen), de ARP (Anti-Revolutionaire Partij: blad Op Wiek; karikaturen), de Provinciale Overijsselsche en Zwolsche Courant, de GPD (Vereniging De Grote Provinciale Dagbladen: brief van 21-11-1955; het betreft twee plaatjes voor De Kerstkalkoen, geschreven door Anna Blaman) en het Utrechtsch Nieuwsblad (brief van 26-7-1956; politieke prenten).
De rooms-katholieke kerkorganisatie werd door hem afgewezen, omdat hij bij zijn huwelijksinzegening met een protestantse vrouw geen gebruik mocht maken van de kerk, maar genoegen moest nemen met de sacristie. Zijn levenshouding was ruimhartig en hoewel hij rooms-katholiek gericht bleef, leerde hij zijn  kinderen oog te hebben voor anderen en andere religies. In zijn jeugdjaren bediende hij de lichtschakelaar bij orthodoxe joden op de sjabbat   voor wat extra zakgeld en na de oorlog kwamen er joden bij hem thuis, wat niet verwonderlijk was, want hij had joodse familie en kennissen. Hij bewoog zich in alle lagen van de bevolking en bij problemen kon men een beroep op hem doen. Hij had gevoel voor humor, verwerkte familie, vrienden en kennissen in zijn illustratiewerk en noemde zichzelf "kunstenmaker". Volgens hem lagen inspiratie en humor op straat en veel werk van hem is gebaseerd op het dagelijkse leven en mensen met wie hij contact had. Politiek gezien was Peter Beekman een voorstander van een verenigd Europa met bescherming van de eigen cultuur en respect voor een ieder. Hij was koningsgezind, had een grote interesse in de scheepvaart en zeilde dan ook graag in zijn BM, die van tijd tot tijd in Utrecht achter zijn huis lag afgemeerd. In zijn  vrije tijd had hij zelfs een uitvinding gedaan, want het  plastic doorkijkdoosje was een idee van hem en werd door de firma Kelder plastibox op de markt gebracht. Een deel van zijn werk bevindt zich in het Persmuseum te Amsterdam. Dit betreft materiaal van na de Tweede Wereldoorlog. Hier vindt men ook persoonlijke gegevens over hem. De collectie Beekman bevat onder andere: een schetsboek, zelfgemaakte pop, tekendoos, palet, doos met matrijzen en clichés, reclamebord en 15 knipsels op karton. Hij had  een zwakke gezondheid door een hartkwaal en overleed, slechts 48 jaar oud, op 7 december 1959 te Utrecht en werd onder grote belangstelling begraven.

### Bonte reeks (Westland)
- Dr. Oppenheim's medicinale baden (W. van Santen, 1943)
- De rood-witte sfinx (Hermann Jung, 1943)
- Ruiters voor Zuid-Afrika (Henrik Herse, 1943)
- Van alle wereldzeeën (Hermann Jung, 1943)
- Zes jonge menschen op weg naar het geluk (Hans Hackenberg, 1943)
- Drie stoere kerels (Fritz Heinz Reimesch, 1944)
- De eed van René Dufour (Willem van Santen, 1944)
- Een president (Werner Schmidt, 1944)
- De spookdivisie (Alfred Tschimpke, 1944)

De Arbeiderspers drukte een brochure met de titel: Was jeder Deutsche in den Niederlanden wissen muss. De omslagtekening was sterk verwant aan die van de Bonte reeks.

### Femina reeks (Breughel)
- Anna Pawlowa (H.P. Schmidt-Aleman, 1955)
- Cleopatra (stofomslag)
- De laatste tsarina (Kurt Reis (pseudoniem: Axel von Orlowski), 1955)
- Madame Dubarry (Kurt Reis, 1955)
- Nefretete (M. Kronberg, 1955)
- Salomé (Georg Holmsten, 1955)

## Toelichting
Van de in de bibliografie genoemde boeken illustreerde Peter Beekman de covers (banden, omslagen, stofomslagen) en in een aantal gevallen ook het binnenwerk. Wat het laatste betreft: Max Blokzijl's luisteraars antwoorden, De kabouter zonder baard, De reus met den toovergordel, Op zoek naar Jantje Spillebeen, Stroopers, Prinsje Tibo en...Mau-mau de draak, De toverstaf van prinsje Tibo, Van een kikker die koning was en Geheime opdracht. Het laatste boek is een bundeling van het vervolgverhaal (1954-1956) uit het marineblad Stella Maris 50 jaar na het overlijden van Peter Beekman. Bij het Keurjaarboek 1932-1942 ligt de zaak wéér anders. Hier werd van hem alleen een prent uit Volk en Vaderland  getoond. Toeschrijving aan Peter Beekman is vooral gebaseerd op stijl, signatuur "Peter (Beekman)" en correspondentie tussen Westland en Beekman. Alle uit 1943 en 1944  vermelde boeken zijn uitgegeven door Westland.

## Bron
- Archief Peter Beekman (Persmuseum te Amsterdam)